# 442 هـ
442 هـ هي سنة في التقويم الهجري امتدت مقابلةً في التقويم الميلادي بين سنتي 1050 و1051.

## وفيات
- الثمانيني